# Julián Sánchez Pimienta
Julián Sánchez Pimienta (Zafra, 26 de febrer de 1980) és un ciclista espanyol, ja retirat, professional del 2004 fins al 2012. En categories inferiors guanyà nombroses curses, entre elles la classificació general de la Copa d'Espanya al porvenir de 2003. Com a professional destaca la victòria en l'etapa reina de la Volta a Catalunya de 2009, amb final a Vallnord. Una fractura de ròtula per una caiguda a la Volta a Polònia 2012 l'obligà a retirar-se.

## Palmarès
- 1996
  -  Campió d'Espanya juvenil en ruta
- 2000
  - Vencedor d'una etapa a la Volta a Extremadura
- 2001
  - Vencedor d'una etapa a la Volta a Toledo
- 2009
  - Vencedor d'una etapa a la Volta a Catalunya i 1r del Gran Premi de la Muntanya

### Resultats a la Volta a Espanya
- 2004. 105è de la classificació general
- 2005. 32è de la classificació general
- 2007. 123è de la classificació general
- 2009. 79è de la classificació general